# Kiss István (színművész)
Kiss István (Vecsés, 1945. december 25. – Kaposvár, 1979. október 30.) magyar színész.
Neve gyakran Kiss I. István írásmóddal szerepel az interneten és a médiában. Érzékeny alkatú, intelligens színész, a fiatal drámai hősök kiváló megformálója volt.

## Magánélete
Édesapja, Kiss István (Kisspista) a vecsési kulturális élet egyik meghatározó szereplője volt, a Jókai Kultúrcsoport színésze, rendezője, szervezője, egyszóval mindenese volt (emlékét a 2004-ben alapított vecsési Kisspista Színház őrzi). Elsősorban az ő nyomására jelentkezett a fia a Színművészeti Főiskolára, amit aztán sikerrel végzett el, és a kor egyik meghatározó, sikeres színésze lett. 1979-ben a mai napig tisztázatlan okokból öngyilkosságot követett el. Tragikus életét barátja és volt osztálytársa, Koltai Róbert a Szamba című filmben dolgozta fel.

## Pályafutása
A Színművészeti Főiskolát 1968-ban végezte el, Pártos Géza osztályában, többek közt Venczel Vera, Molnár Piroska és Koltai Róbert osztálytársaként. A Főiskola után a Szegedi Nemzeti Színházhoz került, majd a korszak egyik legmeghatározóbb színházába, Kaposvárra a Csiky Gergely Színházba szerződött. Később meggondolatlanul átszerződött Pécsre, amit utólag élete legszomorúbb részének tartott. Egy év után visszakerült Kaposvárra, ahol a színház egyik vezető színésze lett.

## Színházi szerepei
- Szakonyi Károly: Adáshiba (Imrus)
- Osztrovszkij: A művésznő és hódolói (Meluzov)
- Szép Ernő: Patika (Balogh Kálmán)
- Csehov: Sirály (Trepljov)
- Kleist: Homburg hercege (Homburg hercege)
- Sarkadi Imre: Oszlopos Simeon (Kis János)
- Shakespeare: Ahogy tetszik (Jacques)
- Shakespeare: Szeget szeggel (Lucio herceg)
- Bulgakov: Bíbor sziget (író)
- Weöres Sándor: Szent György és a sárkány (Lauro herceg)
- Milne: Micimackó (Füles)

## Filmjei

### Játékfilmjei
- Ezek a fiatalok (1967)
- Fényes szelek (1969) – Kálmán
- Oszlopos Simeon (1975)
- A kétfenekű dob (1978) – Rácz, rendező

### Tévéfilmjei
- Princ, a katona (1966–67) – Szirom Jenő
- Az élő Antigoné (1968)
- Az ember tragédiája (1969)
- Krisztina szerelmese (1969)
- Két nap júliusban (1969)
- Tizennégy vértanú (1970)
- Őrjárat az égen (1970) – Juhász Péter
- Angyal a karddal (1972)
- Francia tanya (1972)
- Felhőfejes (1973)
- Patika / színházi közvetítés (1973)
- Gyémántok (1976)
- Dokumentumok U. M.-ről (1976)